# 张常海
张常海（1930年6月15日—），原名张泌，曾用名长海，笔名伊粟、桑田、冀夫等，男，河北滦南人，中国记者、编辑，曾任任《光明日报》总编辑，第八届全国政协委员。